# Dorfkirche Hoppenrade

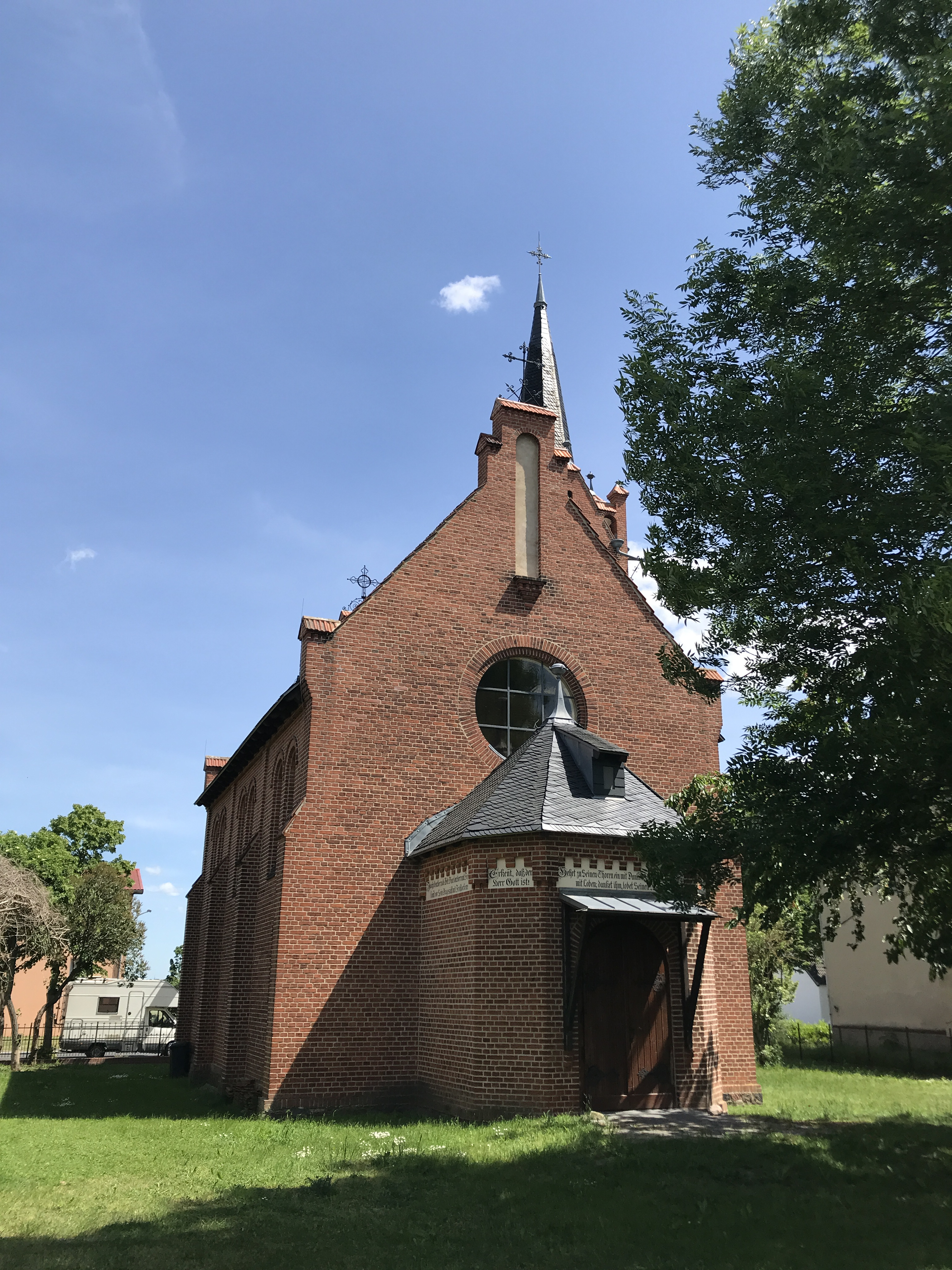
Dorfkirche Hoppenrade

Die evangelische Dorfkirche Hoppenrade ist eine im Stil des späten Historismus errichtete Saalkirche in Hoppenrade, einem Ortsteil der Gemeinde Wustermark im Landkreis Havelland im Land Brandenburg. Die Kirchengemeinde gehört zum Kirchenkreis Falkensee der Evangelischen Kirche Berlin-Brandenburg-schlesische Oberlausitz.

## Lage
Die Landstraße 204 führt als Potsdamer Straße in Nord-Süd-Richtung durch den Ort. Von ihr zweigt im Norden der Knoblaucher Weg nach Westen ab. Die Kirche steht wenige Meter südwestlich dieser Kreuzung auf einem Grundstück, das mit einem Zaun eingefriedet ist.

## Geschichte
In Hoppenrade stand (mindestens?) ein Vorgängerbau, der zum Ende des 19. Jahrhunderts abgerissen wurde. Die Kirchengemeinde erwarb von der Chausseeverwaltung eine Straßenparzelle und ließ dort ab dem 1. Mai 1895 einen Neubau errichten. Das Bauwerk entstand innerhalb nur eines halben Jahres nach Plänen des Architekten Otto Techow. Er errichtete, so das Brandenburgische Landesamt für Denkmalpflege und Archäologische Landesmuseum (BLDAM), einen „asymmetrischen, malerisch gruppierten Backsteinbau“, dessen Kirchweihe am 20. Dezember 1895 stattfand.

## Baubeschreibung

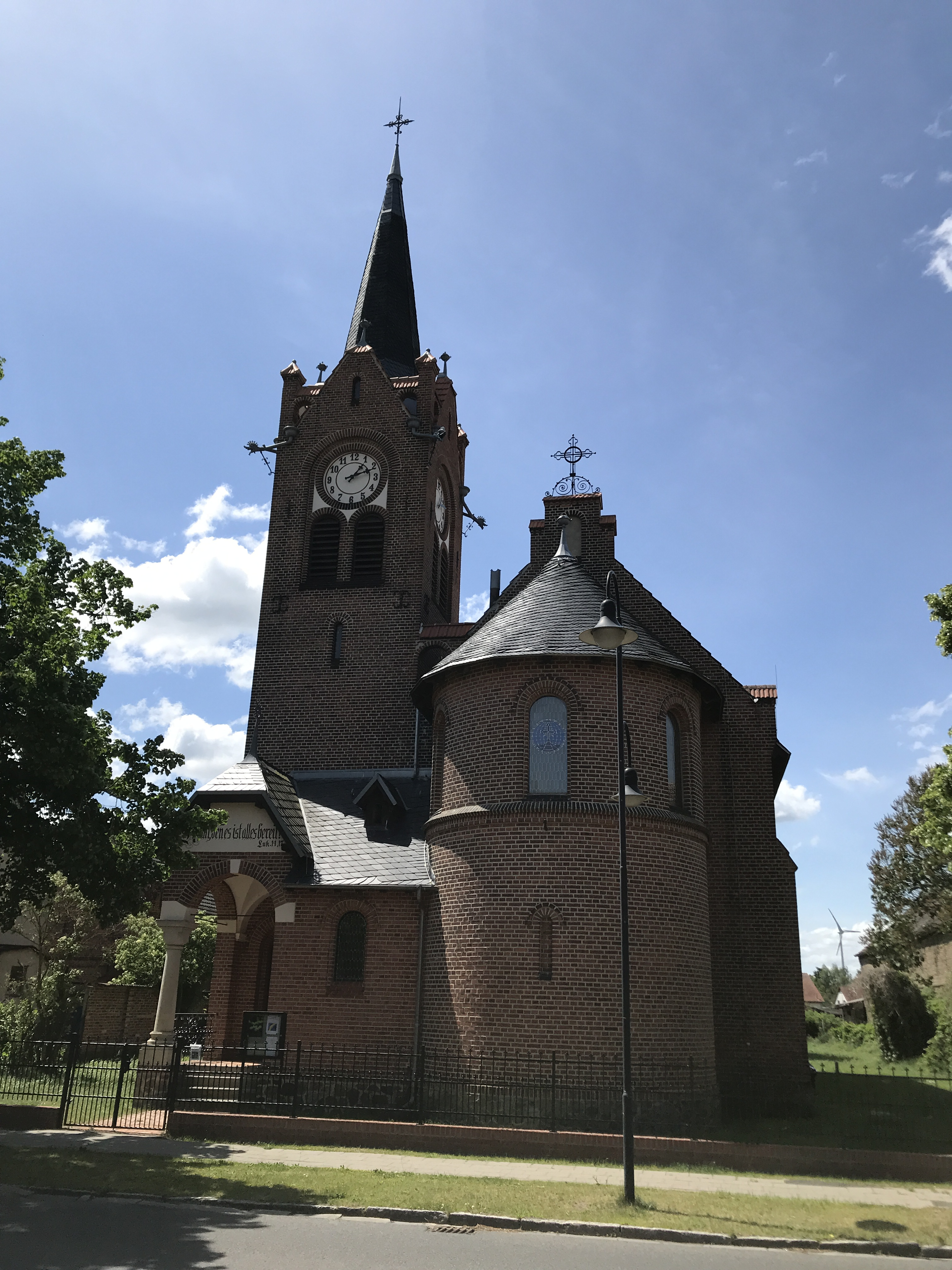
Ansicht von Osten

Das Bauwerk entstand im Wesentlichen aus rötlichem Mauerstein auf einem schmalen Sockel aus unbehauenen Feldsteinen. Das Kirchenschiff hat einen rechteckigen Grundriss. Die nördliche Seite des Langhauses wird durch vier Strebepfeiler in drei Felder gegliedert. Im unteren Bereich ist je mittig eine schmale und hochrechteckige Öffnung. Darüber sind jeweils zwei gekuppelte Rundbogenfenster. Sie werden im Westen durch ein kleines, tieferliegendes und hochrechteckiges Fenster ergänzt. Die Südseite des Langhauses wurde – bis auf den Turm im Südosten –  symmetrisch errichtet, allerdings fehlt das tiefergesetzte Fenster im westlichen Bereich.
Im westlichen Teil des Kirchenschiffs ist ein polygonaler Anbau. Er ist stark eingezogen und kann durch ein großes rundbogenförmiges Portal von Westen her betreten werden. Oberhalb eines Vordachs ist eine rechteckige und hell verputzte Blende, die im oberen Bereich mit einem nach unten geöffneten Fries verziert wurde. Die übrigen Felder wurden gleich gestaltet, darin wird ein Psalm zitiert. Nördlich steht: „Jauchzeit dem Herrn alle Welt! Dienet dem Herrn mit Freunde / komt vor Sein Angesicht mit Frohlocken!“ Der Psalm wird im nordöstlichen Feld fortgesetzt: „Erkent, daß der / Herr Gott ist“. Im westlichen Teil steht „Gehet zu Seinen Thoren ein mit Danken, zu Seinen Vorhöfen / mit Loben; danket ihm, lobet Seinen Namen“. Es wird im südwestlichen Teil mit „Den der Herr / ist freundlich“ fortgesetzt und im Südteil abgeschlossen: „und Seine Gnade / und seine Wahrzeit / währet ewig / für und für“ (Ps 100 ). In diesem Feld wurde die Blende durch ein kreisförmiges Fenster durchbrochen. Das Schiff trägt ein schlichtes Satteldach, dessen westlicher Giebel mit Fialen verziert ist.
Im Südosten schließt sich ein rechteckiger Vorbau an. Über eine kleine offene Vorhalle können sowohl das Schiff von Süden wie auch der Turm von Westen her betreten werden. Daran schließt sich nach Norden die halbrunde Apsis an. Sie besitzt im westlichen Bereich ein schmales Fenster. Darüber ist ein umlaufendes Gesims sowie drei große Rundbogenfenster. Im westlichen Teil des Vorbaus erhebt sich der Kirchturm. Er besitzt im unteren Geschoss an seiner Südseite zwei gekuppelte und rundbogenförmige Fenster. Darüber ist eine hochrechteckige, schlitzförmige Öffnung gefolgt von einer Sonnenuhr. Oberhalb sind an den zugänglichen Seiten jeweils eine weitere schlitzförmige Öffnung, gefolgt vom Glockengeschoss. In einer Rundbogenblende sind zwei gekuppelte, rundbogenförmige Klangarkaden sowie darüber eine Turmuhr verbaut. Die Giebel sind wiederum mit Fialen verziert. Oberhalb erhebt sich der achteckige Turmhelm, der mit einem Kreuz abschließt.

## Ausstattung
Der hölzerne Altar steht auf einem ebenfalls hölzernen Podest in der Apsis. In der Predella ist das Abendmahl Jesu zu sehen; ein Werk aus dem Ende des 17. Jahrhunderts. Darauf ist ein Kruzifix. Links vom Apsisbogen steht eine vieleckige Kanzel auf einer kurzen Säule; ein Schalldeckel fehlt. Am Aufgang sind in den rundbogigen Brüstungsfeldern botanische Motive zu sehen. Rechts des Apsisbogens ist ein Ofen aus der Bauzeit. Rechts neben der Kanzel steht die steinerne Fünte mit einer achteckigen Kuppa. Auf der Westempore steht eine Orgel, die Friedrich Hermann Lütkemüller im Jahr 1885 schuf. Sie ist im Jahr 2020 nicht spielbar.
Das Bauwerk trägt im Innern ein hölzernes Tonnengewölbe, das mit botanischen Motiven verziert ist. Im Turm hängen drei Glocken aus Gussstahl.